# توم لاثام
توم لاثام (2 أبريل 1992 بكرايستشرش في نيوزيلندا - ) (بالإنجليزية: Tom Latham)‏ هو لاعب كريكت نيوزلندي. شارك مع منتخب نيوزيلندا الوطني للكريكت ومنتخب اسكتلندا الوطني للكريكت. أما مع النوادي، فقد لعب مع نادي مقاطعة دورهام للكريكت ‏ وKent County Cricket Club ‏ وفريق كانتربري للكريكت ‏.

## وصلات خارجية
- توم لاثام على موقع إي آس بي آن كريك إنفو (الإنجليزية)